# Hisahito d'Akishino
Le prince Hisahito d'Akishino (秋篠宮 悠仁 親王 殿下, Akishino-no-miya Hisahito shinnō denka), né le 6 septembre 2006 à l'hôpital Aiiku dans l'arrondissement de Minato à Tokyo, est un membre de la famille impériale japonaise. Unique fils et troisième enfant du prince Fumihito d'Akishino, actuel héritier présomptif de la couronne japonaise, et de son épouse la princesse Kiko, il est l'unique petit-fils de l'empereur Akihito et de l'impératrice Michiko Shōda, ainsi que le neveu de l'actuel empereur du Japon, Naruhito. Cela fait de lui le deuxième dans l'ordre de succession au trône du chrysanthème, derrière son père.
Jusqu'à la naissance de Hisahito, l'empereur Akihito avait trois petites-filles : Aiko, née en 2001, fille de Naruhito, Mako, née en 1991 et Kako, née en 1994, toutes deux sœurs de Hisahito.

## Biographie

### Naissance

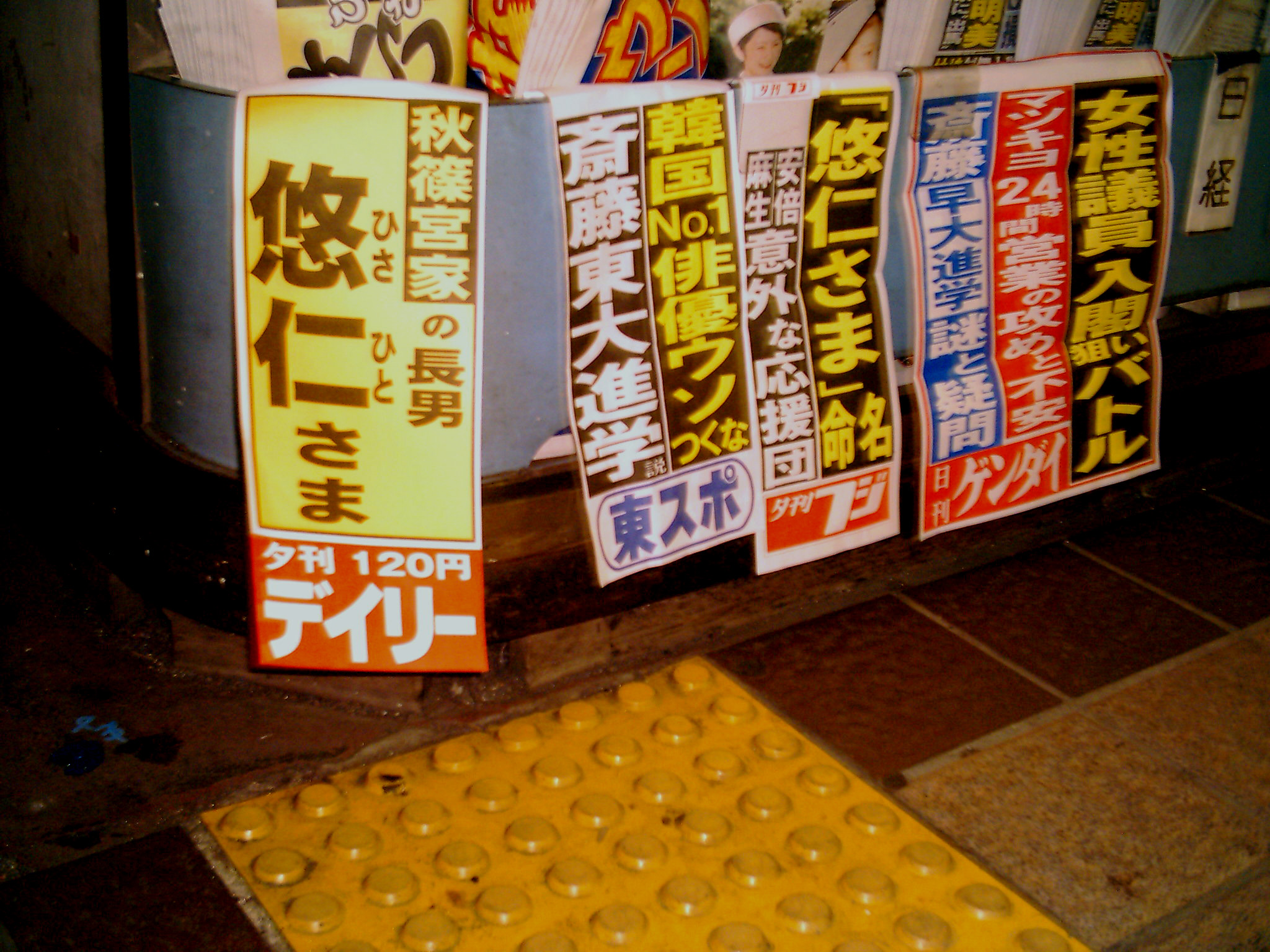
Journaux japonais annonçant la naissance du prince.

Alors que le Premier ministre Jun'ichirō Koizumi s'apprêtait à présenter une réforme permettant l'accession des femmes au trône, il est annoncé début février 2006 que la princesse Kiko est enceinte. Après une grossesse difficile, qui nécessite une hospitalisation prématurée de la mère à 34 semaines le 16 août 2006 et un accouchement par césarienne (le premier pratiqué sur une personne de la famille impériale japonaise), la princesse Kiko met au monde un garçon de 48,8 cm pour 2,558 kg le 6 septembre 2006 à 8 h 27. Dès la naissance, une épée offerte par son grand-père l'empereur Akihito, en signe de protection est placée contre le berceau du nouveau-né, comme le veut la tradition.
Signe de l'attente d'une telle naissance, une foule importante se presse à l'hôpital pour présenter ses vœux au nouveau-né tandis que toute la presse japonaise fait ses gros titres avec cet évènement.

### Succession impériale

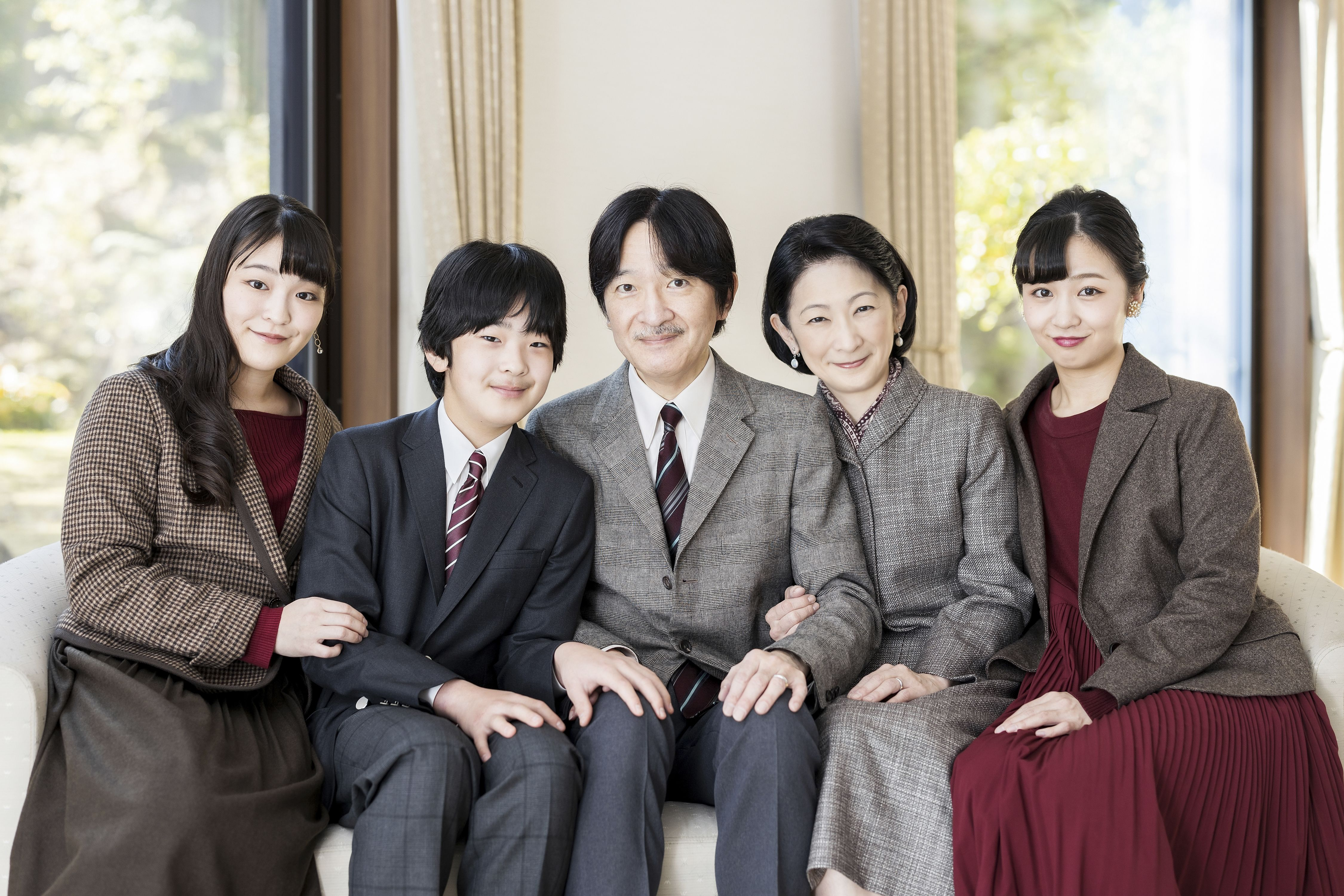
Le prince Hisahito avec ses parents et ses sœurs, 2020.

À l'annonce de la naissance d'un garçon, le gouvernement du nouveau Premier ministre Shinzō Abe décide d'abandonner, en janvier 2007, l'idée de la révision de la loi de succession. La venue au monde du prince Hisahito marque ainsi la fin du débat sur la primogéniture masculine et le soulagement de la famille impériale, très éprouvée par la crise de succession, se fait ressentir lors des vœux du Nouvel an du couple impérial : l'empereur a ainsi célébré la naissance de son premier petit-fils dans un waka, ou poème traditionnel de cour japonais, le 1er janvier 2007.
Selon la loi de la maison impériale de 1947, il est, depuis l'avènement de son oncle Naruhito (né en 1960) le 1er mai 2019, le deuxième dans l'ordre de succession au trône du chrysanthème, après son père, le prince Fumihito (né en 1965).

## Nom et emblème
Comme le veut la tradition, le jeune prince reçoit son nom  le septième jour après sa naissance, le 12 septembre 2006, lors d'une cérémonie tenue à l'hôpital d'Aiiku. Son prénom : Hisahito (悠仁), formé à partir du kanji 悠 (Hisa-) qui signifie « distant, long, calme », est choisi par son père comme signe d'espoir pour une vie longue et stable.
Sa mère choisit pour lui son emblème personnel censé symboliser son caractère, et choisit le pin parasol du Japon, conifère vivace qui représente l'espoir que l'enfant devienne grand et fort, selon l'Agence impériale.

## Titulature
- Depuis le 6 septembre 2006 : Son Altesse Impériale le prince Hisahito d'Akishino.